# Wörtherseestadion
Het Wörtherseestadion is een voetbalstadion in Klagenfurt. Het stadion is de thuisbasis van SK Austria Klagenfurt, en het was een van de acht stadions die werden gebruikt bij het Europees kampioenschap voetbal 2008. Het oude gelijknamige stadion met een capaciteit van 11.500 plaatsen, werd gesloopt in 2005. Het nieuwe stadion werd geopend op 7 september 2007 met een interlandwedstrijd tussen Oostenrijk en Japan. Het stadion telde 32.000 toeschouwersplaatsen, wat na het Europees kampioenschap weer werd verminderd tot 12.000 plaatsen.
Tussen 2007 en 2010 stond het stadion bekend als de Hypo-Arena en werd toen gebruikt door SK Austria Kärnten, dat daarna failliet ging.

## Interlands
| 1                               | 7 september 2007  | Oostenrijk – Japan       | 0 – 0 | Oefeninterland       |
| 2                               | 11 september 2007 | Zwitserland – Japan      | 3 – 4 | Oefeninterland       |
| 3                               | 8 juni 2008       | Duitsland – Polen        | 2 – 0 | EK-eindronde         |
| 4                               | 12 juni 2008      | Kroatië – Duitsland      | 2 – 1 | EK-eindronde         |
| 5                               | 16 juni 2008      | Kroatië – Polen          | 1 – 0 | EK-eindronde         |
| 6                               | 1 april 2009      | Oostenrijk – Roemenië    | 2 – 1 | WK 2010 kwalificatie |
| 7                               | 12 augustus 2009  | Oostenrijk – Kameroen    | 0 – 2 | Oefeninterland       |
| 8                               | 19 mei 2010       | Oostenrijk – Kroatië     | 0 – 1 | Oefeninterland       |
| 9                               | 29 mei 2010       | Kameroen – Slowakije     | 1 – 1 | Oefeninterland       |
| 10                              | 29 mei 2010       | Nieuw-Zeeland – Servië   | 1 – 0 | Oefeninterland       |
| 11                              | 11 augustus 2010  | Oostenrijk – Zwitserland | 0 – 1 | Oefeninterland       |
| 12                              | 17 november 2010  | Italië – Roemenië        | 1 – 1 | Oefeninterland       |
| 13                              | 10 augustus 2011  | Oostenrijk – Slowakije   | 1 – 2 | Oefeninterland       |
| 14                              | 29 februari 2012  | Oostenrijk – Finland     | 3 – 1 | Oefeninterland       |
| 15                              | 22 mei 2012       | Letland – Polen          | 0 – 1 | Oefeninterland       |
| 16                              | 26 mei 2012       | Polen – Slowakije        | 1 – 0 | Oefeninterland       |
| 17                              | 5 maart 2014      | Oostenrijk – Uruguay     | 1 – 1 | Oefeninterland       |
| 18                              | 31 mei 2016       | Oostenrijk – Malta       | 2 – 1 | Oefeninterland       |
| 19                              | 23 maart 2018     | Oostenrijk – Slovenië    | 3 – 0 | Oefeninterland       |
| 20                              | 2 juni 2018       | Oostenrijk – Duitsland   | 2 – 1 | Oefeninterland       |
| 21                              | 7 juni 2019       | Oostenrijk – Slovenië    | 1 – 0 | EK 2020 kwalificatie |
| 22                              | 7 september 2020  | Oostenrijk – Roemenië    | 2 – 3 | UEFA Nations League  |
| 23                              | 7 oktober 2020    | Oostenrijk – Griekenland | 2 – 1 | Oefeninterland       |
| 24                              | 30 mei 2021       | Malta – Noord-Ierland    | 0 – 3 | Oefeninterland       |
| 25                              | 4 juni 2021       | Malta – Kosovo           | 1 – 2 | Oefeninterland       |
| 26                              | 12 november 2021  | Oostenrijk – Israël      | 4 – 2 | WK 2022 kwalificatie |
| 27                              | 15 november 2021  | Oostenrijk – Moldavië    | 4 – 1 | WK 2022 kwalificatie |
| Bijgewerkt t/m 18 november 2021 |                   |                          |       |                      |